# Geothlypis
Geothlypis là một chi chim trong họ Parulidae.

## Hình ảnh

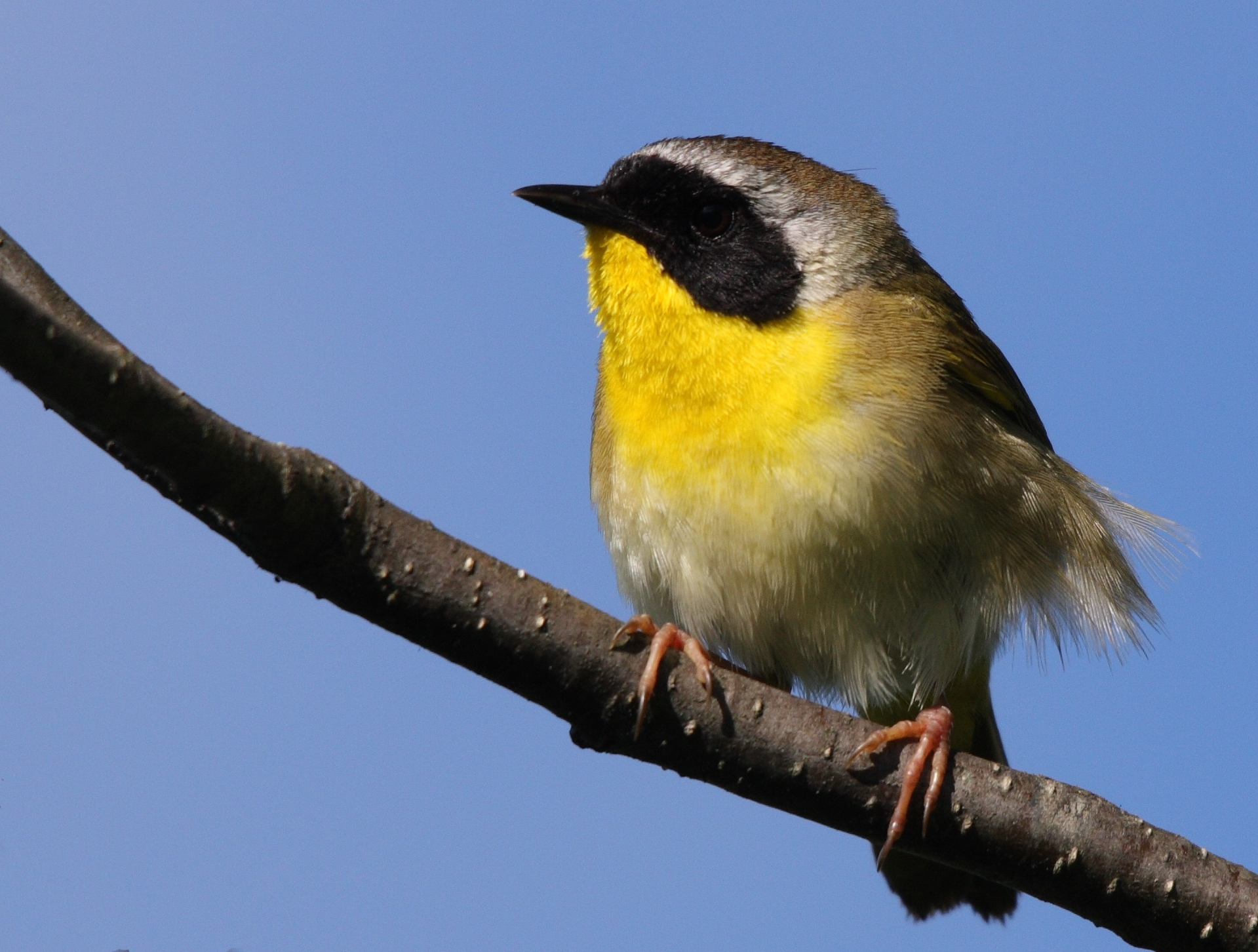
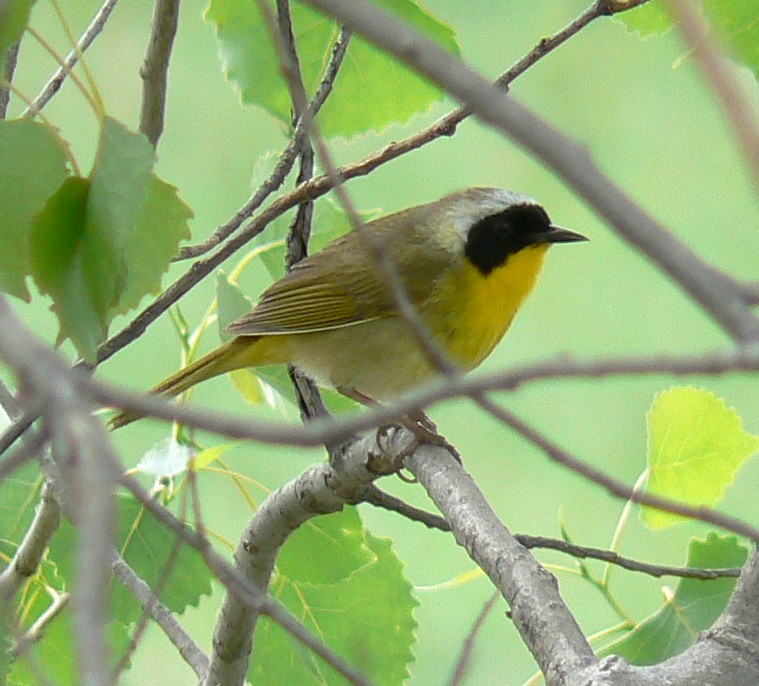
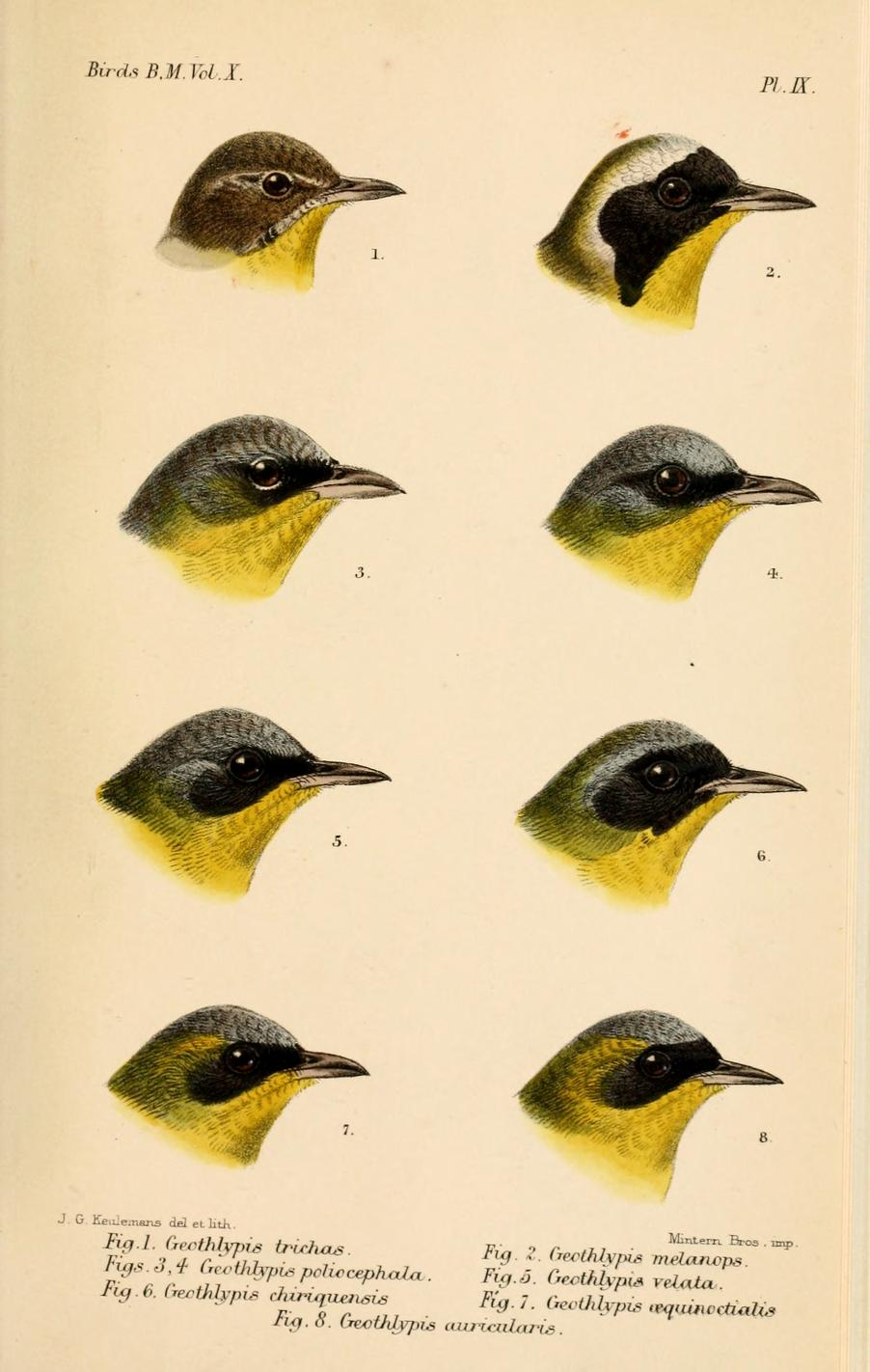
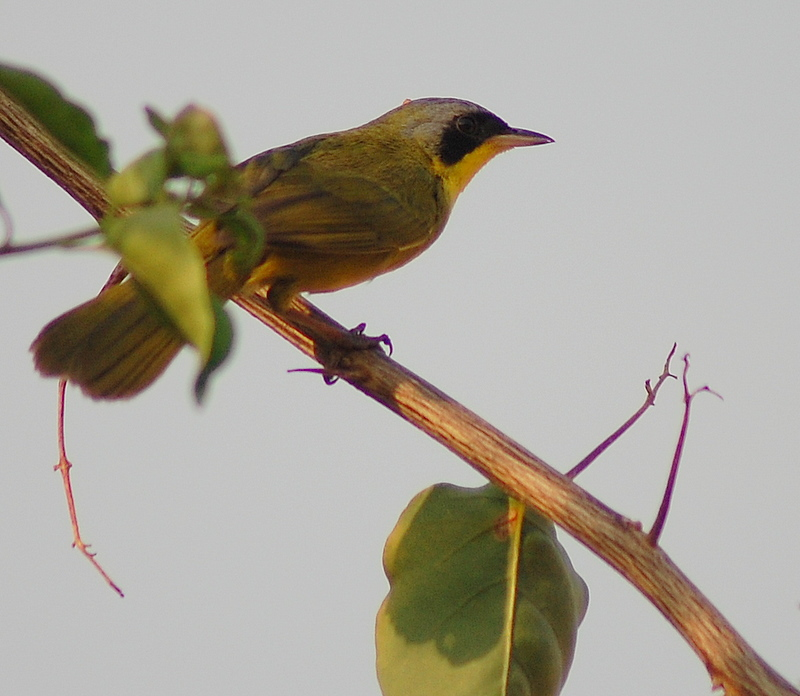
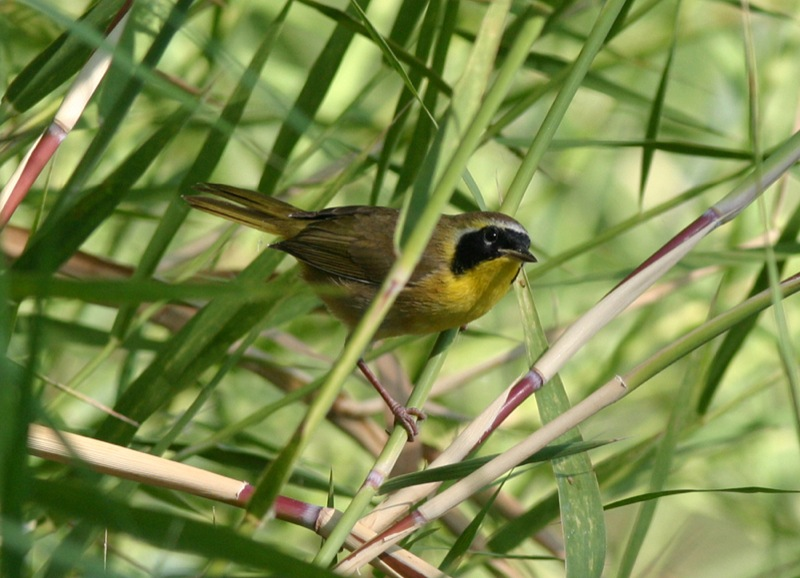
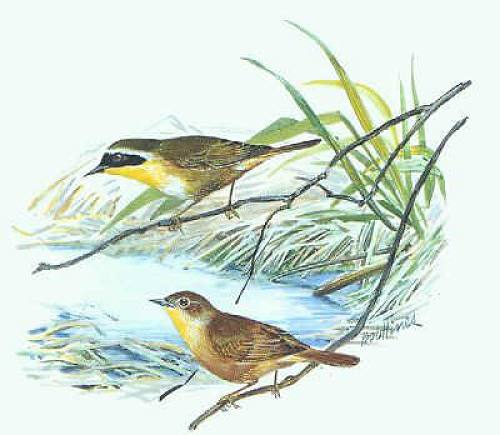